# Hartzell Propeller
Hartzell Propeller est une entreprise aéronautique américaine.

## Historique

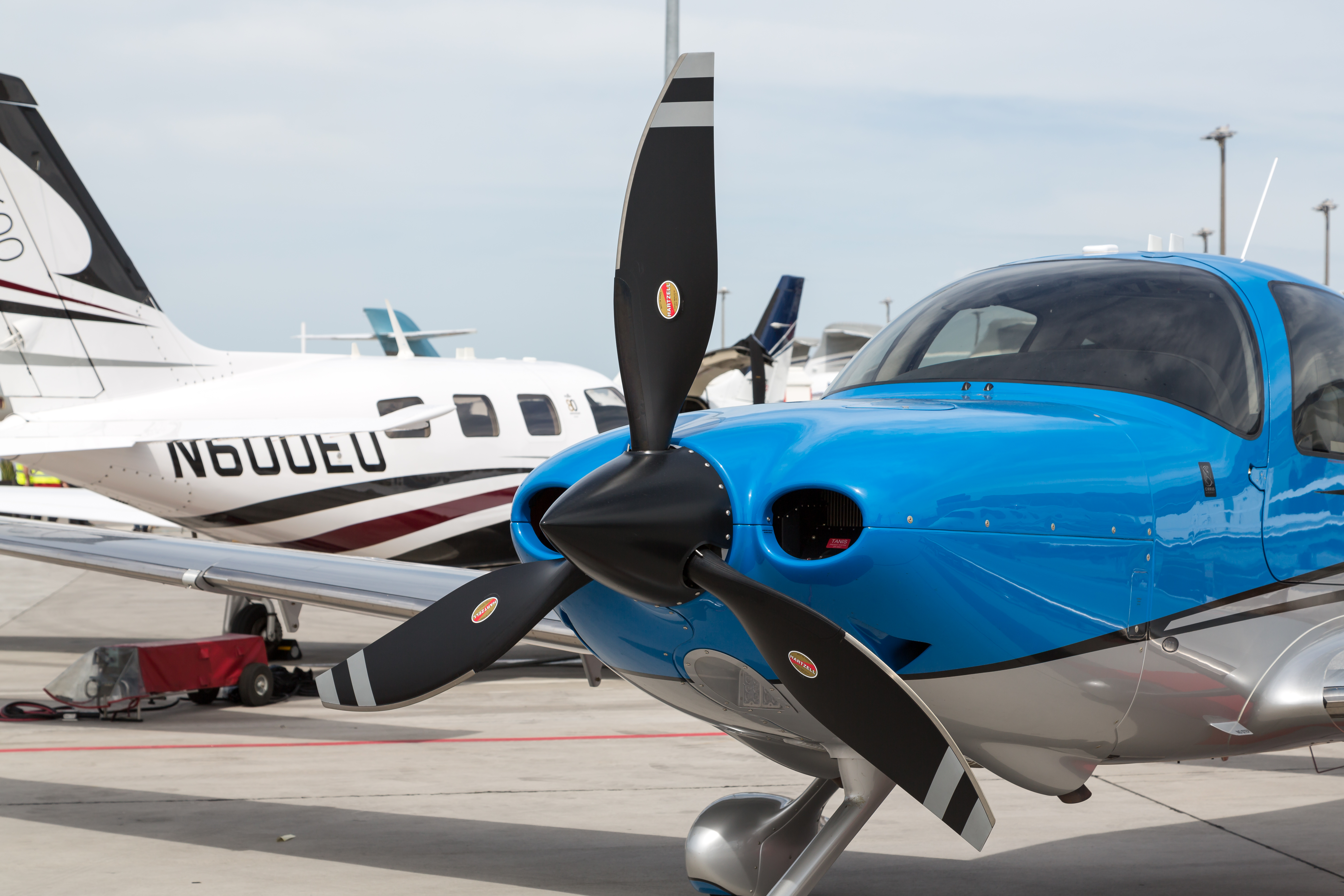
Hélice Hartzell sur un Cirrus SR22T

Hartzell a été fondée en 1917 par Robert N. Hartzell sous le nom de Hartzell Walnut Propeller Company. La société est spécialisée dans la fabrication d'hélices en aluminium et en matériaux composites, destinées à des aéronefs commerciaux ou de construction amateur, ainsi qu'aux ultra-légers motorisés. Hartzell fabrique des hélices, des casseroles d'hélice, des régulateurs, des systèmes de dégivrage et d'autres accessoires pour hélices. Le siège de la société est situé à Piqua, dans l'Ohio.